# Chrosioderma mipentinapentina
Chrosioderma mipentinapentina là một loài nhện trong họ Sparassidae.
Loài này thuộc chi Chrosioderma. Chrosioderma mipentinapentina được miêu tả năm 2005 bởi Silva.